# Église Saint-François-de-Sales d'Ambilly
Pour les articles homonymes, voir Église Saint-François-de-Sales.
L'église Saint-François-de-Sales d'Ambilly est une église catholique française, située dans le département de la Haute-Savoie, dans la commune d'Ambilly. L'église est placée sous le patronage du saint savoyard François de Sales.

## Historique
L'église actuelle fut construite en 1941, sous l’impulsion de l’abbé Albert Marullaz, à l'emplacement d'une ancienne chapelle élevée à côté de la croix historique plantée en terre en 1597, par saint François de Sales,. L'église est consacrée au mois de novembre par l'évêque d'Annecy Auguste Cesbron. En 1971, l'édifice est entièrement restauré. Un clocher fut prévu, mais le projet n'a pas abouti.

## Sources et références
1. ↑  Histoire des communes savoyardes, 1980, p. 101 (L'ouvrage comporte une erreur typographique sur la date donnant 1957 au lieu de 1597).
2. 1 2 3  Diocèse, p. 1.